# Крамниця старожитностей
«Крамни́ця старожи́тностей» (англ. The Old Curiosity Shop) — роман англійського письменника Чарлза Дікенса, виданий в 1841 році. Твір розповідає про життя Нелл Трент і її дідуся —лондонського антиквара.

## Історія
Чарлз Дікенс розпочав роботу над романом в березні 1840 року, а завершив у січні 1841-го. Це був його п'ятий за рахунком твір. Робота над сюжетом була ускладнена тим, що до готового твору висувались певні вимоги — його розмір мав ділитися рівно на 20 частин (стількома випусками планували видати роман в журналі «Годинник містера Хамфрі»). У перших трьох главах письменник повів розповідь від імені містера Хамфрі, але починаючи з четвертої глави відмовився від цього задуму. Дікенс згадував: «Коли роман був закінчений, я вирішив звільнити його від проміжного матеріалу». Втім, цей намір автор так і не виконав. «Крамниця старожитностей» була першим з двох творів (другий «Барнебі Радж»), які Дікенс опублікував разом із короткими історіями в цьому літературному тижневику. Популярність роману була настільки великою, що в порту Нью-Йорка вишикувались черги, коли прибував корабель з черговим випуском журналу.
Крім журнального варіанту в 1841 році «Крамниця старожитностей» була надрукована у книжковому форматі. Королева Вікторія прочитала новелу в 1841 році, визнавши її «дуже цікавою і розумно написаною».
«Крамниця старожитностей» неодноразово перевидавалася і була перекладена багатьма іноземними мовами. За мотивами цього роману здійснено декілька екранізацій, дві з них режисера Томаса Бентлі:
- «Крамниця старожитностей» (1914)
- «Крамниця старожитностей» (1921)
- «Неллі» — опера на основі новели, італійського композитора Ламберто Ланді, написана в 1916, прем'єра відбулася в Луцці в 1947 році.[4]
- Новела була серіалізована для телебачення ВВС в 1962.

## Сюжет
Неллі Трент — вродлива дванадцятирічна дівчинка, що живе зі своїм дідусем (його ім'я не згадується жодного разу) в крамниці старожитностей. Дідусь любить Нелл, але вона почувається самотньою. Її єдиний друг — Кіт, чесний хлопчик, який працює в магазині, Нелл вчить його писати. Дідусь намагається заробити багаство для Нелл, потай вдаючися до картярства. Він багато позичає в лихого Денієла Квілпа, злостивого, гротескно спотвореного, горбатого карлика-лихваря. Програвши вщент усі гроші, він впадає у боргову залежність від Квілпа, а той користується цим аби прибрати до рук магазин. Неллі з дідусем потай кидають Лондон задля жебракування в сільські місцевості. Однак це дає підставу Квілпу підозрювати, що старий витратив не всі гроші й все ще переховує велике багатство.
Цієї думки тримається і марнотратний старший брат Неллі — Фредерік. Він умовляє гарно вихованого, але слабкодухого товариша Діка Свівеллера одружитися з Неллі, задля того, щоби потім поділити її спадок на двох. З цією метою вони об'єднують зусилля з Квілпом. Квілп намагається вистежити Нелл, але втікачів нелегко знайти. Щоб тримати Діка Свівллера під наглядом, Квілп влаштовує його на посаду клерка до свого адвоката, містера Брасса. У фірмі Брасса Дік знайомиться із маленькою сиротою-служницею і називає її Маркізою. Нелл зустрічає на своєму шляху іноді лиходіїв, іноді добрих людей і, зрештою, їй вдається облаштувати діда у безпеці у віддаленому селі (зазначене Дікенсом як Тонг, Шропшир), але це значною мірою впливає на здоров'я Нелл.
Тим часом, втративши роботу в крамниці старожитностей, Кіт знайшов нову роботу в подружжя Гарландів. Там він зустрів «самотнього джентльмена», який розшукує Нелл і її дідуся. «Самотній джентльмен» і мати Кіта безуспішно шукають їх, зустрічають Квілпа, який також полює на втікачів. Квілп звинувачує Кіта в тому, що він злодій. Кіта засуджують. Однак Дік Свівеллер доводить невинність Кіта за допомогою своєї подруги Маркізи. Квілпа вистежують і він потопає, намагаючись уникнути переслідування. У той же час, завдяки вдалому збігу обставин містер Гарланд дізнається про місцеперебування Нелл, і разом з Кітом, і тим самим джентльменом (який виявляється молодшим братом діда Нелл) вирушають на її пошуки. На жаль, до моменту їх приїзду знесилена Нелл вже померла. Її дід, уже психічно немічний, відмовляється визнати, що вона мертва, і щодня сидить біля її могили, чекаючи, коли вона повернеться, поки через кілька місяців він не помре сам.

## Аналіз твору
Оскільки роман був розрахований на дитячу авдиторію, Чарлз Дікенс змалював головних героїв яскравими, а подекуди навіть гротескними. В першу чергу це стосується постаті Квілпа, якого письменник описав як потворного, ексцентричного, непередбачуваного. Ввічливість Квілпа переходить у вишукане знущання над близькими і діловими партнерами, його ділову хвацькість перекреслюють немотивовані вчинки, спрямовані на безглузду помсту чи злостиве знущання над іншими, а гримаси настільки потворні, що самі по собі лякають його співрозмовників. Інші негативні герої (пан Брасс і його сестра Саллі) також змальовані негарними, неохайними людьми. Позитивні ж герої Дікенса, навпаки, завжди охайні, чемні, привабливі. В такому прямому зв'язку між зовнішністю і вдачею персонажів є елементи казки.
Між тим, письменник був далекий від того, щоби просто розповісти цікаву історію. Його роман повчальний, несе в собі виховну мораль. Дуже реалістично у «Крамниці старожитностей» змальовані людські вади та їхній руйнуючий вплив на долю героїв. Це хвороблива залежність дідуся від картярства, який марно сподівається, що «цього разу вже точно має пощастити», а натомість потрапляє до рук шахраїв і ледь не зголошується на пограбування; це життєва історія крихітної служниці Брассів, яка не знає ані свого віку, ані імені (у XIX сторіччі дитяча праця була поширена в Англії); це трагічне завершення життя Неллі Трент, дещо несподіване для читача, бо автор веде сюжетну лінію таким чином, що здається, наче Неллі і Кіт мають покохати одне одного. Цю трагічність підкреслювали в своїх оцінках роману літературний критик Джеффрі, історик Карлейль, відомий письменник Едгар По.